# Provinz Chupaca
Die Provinz Chupaca liegt im Südwesten der Verwaltungsregion Junín in Zentral-Peru, 190 km östlich der Landeshauptstadt Lima. Die Provinz ist 1153 km² groß. Provinzhauptstadt ist die Stadt Chupaca, 8 km westlich der Regionshauptstadt Huancayo gelegen.

## Geographische Lage
Die Provinz Chupaca erstreckt sich vom Stadtrand der Großstadt Huancayo im Osten bis zu den Ausläufern der Westkordillere im Westen. Somit liegt die Provinz in einer Hügellandschaft im Andenhochland. Der Fluss Río Cunas, ein rechter Nebenfluss des Río Mantaro, durchfließt die Provinz – anfangs in östlicher, später in nördlicher und schließlich erneut in östlicher Richtung.

## Bevölkerung
Die Einwohnerzahl lag im Jahr 2007 bei 54.061, im Jahr 2017 bei 52.988.

## Verwaltungsgliederung
Die Provinz ist in neun Distrikte aufgeteilt. Der Distrikt Chupaca ist Sitz der Provinzverwaltung.
| Distrikt          | Verwaltungssitz   |
| ----------------- | ----------------- |
| Ahuac             | Ahuac             |
| Chongos Bajo      | Chongos Bajo      |
| Chupaca           | Chupaca           |
| Huachac           | Huachac           |
| Huamancaca Chico  | Huamancaca Chico  |
| San Juan de Iscos | San Juan de Iscos |
| San Juan de Jarpa | San Juan de Jarpa |
| Tres de Diciembre | Tres de Diciembre |
| Yanacancha        | Yanacancha        |